# Kluczkowo
Kluczkowo [klut͡ʂˈkɔvɔ] (trước đây Đức Klützkow) là một ngôi làng ở quận hành chính của Gmina swidwin, trong Świdwiński, Zachodniopomorskie, ở tây bắc Ba Lan. Nó nằm khoảng 8 kilômét (5 mi) về phía đông nam của Świdwin và 93 km (58 mi) về phía đông bắc của thủ đô khu vực Szczecin.
Trước năm 1945, khu vực này là một phần của Đức. Đối với lịch sử của khu vực, xem Lịch sử của Pomerania.
Ngôi làng có dân số là 214 người.